# Keteen

Structuurformule van een keteen.

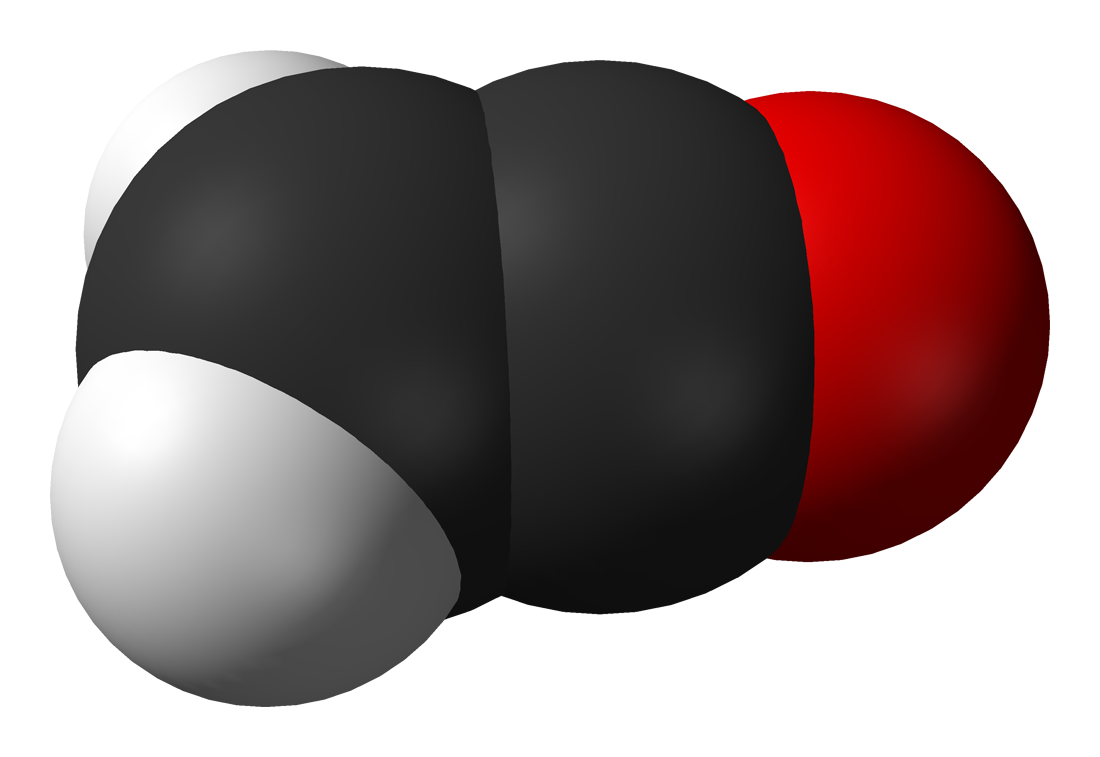
Molecuulmodel van ethenon de stamverbinding van de ketenen.

Een keteen is in de organische chemie een erg reactieve functionele groep of stofklasse, met als algemene formule R2C=C=O. Hermann Staudinger was een pionier op het gebied van ketenen. Ketenen worden gesynthetiseerd door een HCl-molecule van een zuurchloride te elimineren (door middel van een niet-nucleofiele base):
Het eenvoudigste keteen, ethenon (CH2=C=O), wordt ook keteen genoemd.

## Toepassingen
Ketenen zijn een synthetisch belangrijk intermediair voor de productie van antibiotica als penicilline en amoxicilline.